# Caenonomada labrata
Caenonomada labrata är en biart som beskrevs av Zanella 2002. Caenonomada labrata ingår i släktet Caenonomada och familjen långtungebin. Inga underarter finns listade.